# Exposition spécialisée de 1971
L’Exposition mondiale de la chasse est une Exposition internationale dite « spécialisée » reconnue par le Bureau international des Expositions qui s’est déroulée du 27 août au 30 septembre 1971 à Budapest, en Hongrie, sur le thème « La Chasse à travers le Monde ». Elle a accueilli 1,9 million de visiteurs.